# Вистингаузен, Хеннинг фон
Хеннинг фон Вистингаузен (нем. Henning von Wistinghausen; род. 26 ноября 1936, Копенгаген) — немецкий дипломат. Внук актёра и переводчика Вальтера фон Вистингаузена, сын дипломата Рудольфа фон Вистингаузена.
Выходец из остзейского немецкого дворянского рода. Много занимался наследием балтийских немцев, начав с труда по истории своего рода (нем. Beiträge zur Geschichte der Familie von Wistinghausen; 1957). Затем опубликовал монографию «Вопросы истории эстляндских рыцарских поместий в XVIII—XIX веках» (нем. Quellen zur Geschichte der Rittergüter Estlands im 18. und 19. Jahrhundert; 1975), обзор «Между Ревелем и Санкт-Петербургом: Воспоминания эстляндцев за два столетия» (нем. Zwischen Reval Und St. Petersburg: Erinnerungen Von Estlandern Aus Zwei Jahrhunderten; 1993). Подготовил ряд изданий сочинений своего отца и своей двоюродной бабки Теофилы фон Бодиско; роману последней «Доротея и её поэт» (нем. Dorothee und ihr Dichter; 1924), описывавшему ревельский период в жизни Августа фон Коцебу, посвятил исследование «Эпоха Коцебу в Ревеле» (нем. Die Kotzebue-Zeit in Reval: im Spiegel des Romans "Dorothee und ihr Dichter" von Theophile von Bodisco; 1995).
В 1990—1991 годах занимал должность генерального консула Германии в Ленинграде. В 1991—1995 годах посол Германии в Эстонии, в 1995—1999 гг. — в Казахстане, в 1999—2001 гг. — в Финляндии. О своей работе в Эстонии опубликовал книгу воспоминаний (нем. Im freien Estland; 2004).